# Bombardementen op Venlo
De bombardementen op Venlo betreft een serie bombardementen op de stad tijdens de Tweede Wereldoorlog. De bombardementen concentreerden zich op twee plaatsen: de Maasbruggen en de Duitse Fliegerhorst Venlo (Vliegbasis Venlo-Herongen).

## "Incidenten"

### 10 december 1940
Op 10 december 1940 was een squadron van de Royal Air Force op weg naar Duisburg voor een bombardement, maar in plaats daarvan werd Venlo gebombardeerd met brisantbommen en brandbommen. De oorzaak van deze vergissing is onbekend. Bij een van de dertien bominslagen kwam op de Straelseweg een kind om het leven.

### 8 april 1943
Duits afweergeschut in de regio bestookte een Britse bommenwerper, die na een aanval op Duisburg terugvloog naar de basis waar hij gestationeerd was. Het toestel stortte neer in Blerick, nadat hij zijn overgebleven bommen had gelost boven Venlo-Zuid. Hierdoor vielen 9 burgerslachtoffers.

### 27 september 1944
Op 27 september 1944 voerden twaalf duikbommenwerpers een aanval uit op het stationsemplacement. Daarbij kwamen twee Duitsers om het leven. Over Venlose slachtoffers is niets bekend.

## Bombardementen op de Fliegerhorst

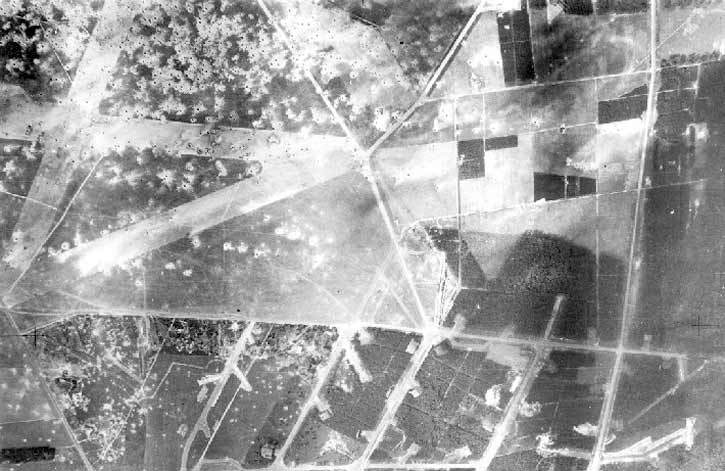
Luchtopname van de vliegbasis Venlo-Herongen na een bombardement op 3 september 1944

Hoewel de Duitsers direct na de aanleg van de Fliegerhorst in Schandelo een schijnvliegveld hadden aangelegd, werd de Fliegerhorst zelf toch een aantal keren gebombardeerd. Het schijnvliegveld bleek niet het beoogde resultaat te leveren. Hieronder volgen de bombardementen op de Fliegerhorst die de archieven vermelden:

### 25 februari 1944
Tijdens een bombardement op de Fliegerhorst kwamen zes Venlonaren om het leven. Aan Duitse zijde vielen nog eens zeven militaire slachtoffers.

### 28 juni 1944
De Fliegerhorst werd deze dag gebombardeerd door één De Havilland Mosquito van de Royal Air Force. Hierbij kwamen vier Duitse militairen om het leven.

### 15 augustus 1944
Op 15 augustus 1944, Maria-Hemelvaart, vielen 17 slachtoffers aan Venlose zijde. De geallieerden lieten te vroeg hun bommen los, waardoor deze op de woonwijk Leutherberg terechtkwamen. Hierdoor kwamen 11 mensen om het leven, waaronder de familie van de later bekende voetballer Bart Carlier. Van de zijde van de Duitsers zijn geen gegevens over slachtoffers bekend.

### 3 september 1944
Zowel op de Fliegerhorst als op de Cöln-Mindener Bahn vielen doden door een bombardement op de Fliegerhorst.

## De bombardementen op de Maasbruggen

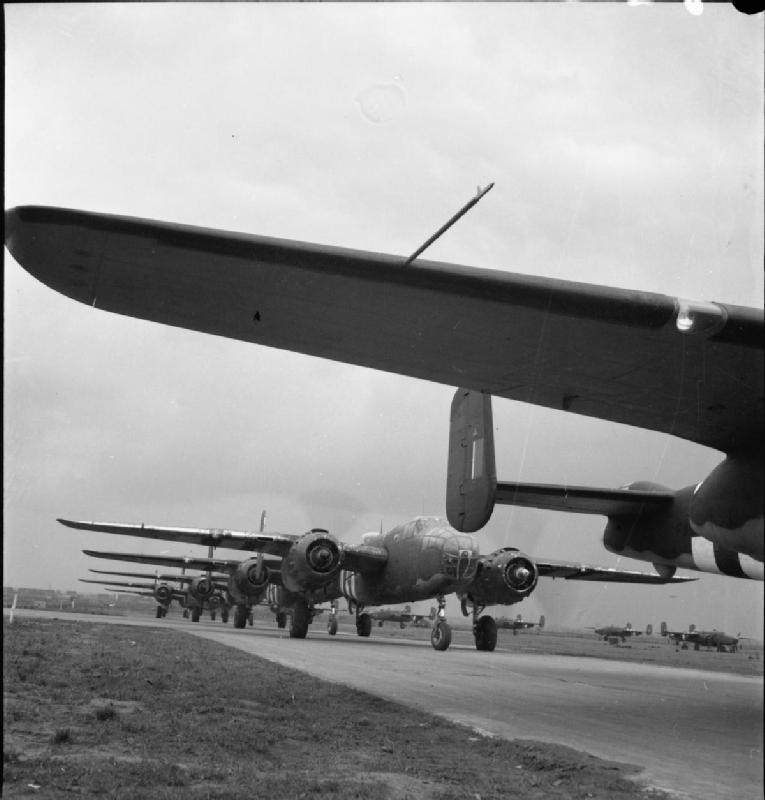
Mitchell bommenwerpers stijgen op van Melsbroek voor een bombardement op Venlo

De Bombardementen op de Maasbruggen vonden plaats tussen 13 oktober en 19 november 1944, 13 in totaal (soms tweemaal per dag). Terwijl het grootste deel van Nederlands Limburg al bevrijd was, werd rond Venlo nog hevig gevochten. Uiteindelijk werd het in 1940 bij Venlo gevoegde Blerick op 3 december 1944 bevrijd, Venlo zelf werd pas op 1 maart 1945 bevrijd. Hierbeneden volgt een chronologische volgorde van de bombardementen.

### 13 oktober 1944
Het bombardement van vrijdag 13 oktober was het eerste in een reeks bombardementen op de Venlose Maasbruggen. Een squadron van 41 vliegtuigen naderde de bruggen, maar door een dik wolkendek waren ze niet zichtbaar. De vliegtuigen losten op goed geluk hun bommen, die vooral aan de oostzijde van de binnenstad vielen, maar ook in het gebied verder oostwaarts richting Stalberg. Op 15 oktober was eveneens een bombardement gepland, maar dit werd afgelast. In totaal eiste het eerste bombardement 60 burgerslachtoffers waarvan de laatsten pas na de bevrijding werden geborgen.

### 18 oktober 1944
Onder slechte weersomstandigheden werden de Maasbruggen op 18 oktober 1944 opnieuw onder vuur genomen. De afgeworpen bommen misten echter hun doel en kwamen neer bij het Dominicanenklooster Mariaweide, de Roermondsestraat, de Havenstraat en de Spoorstraat. Ten minste twee burgers kwamen hierbij om het leven.

### 28 oktober 1944

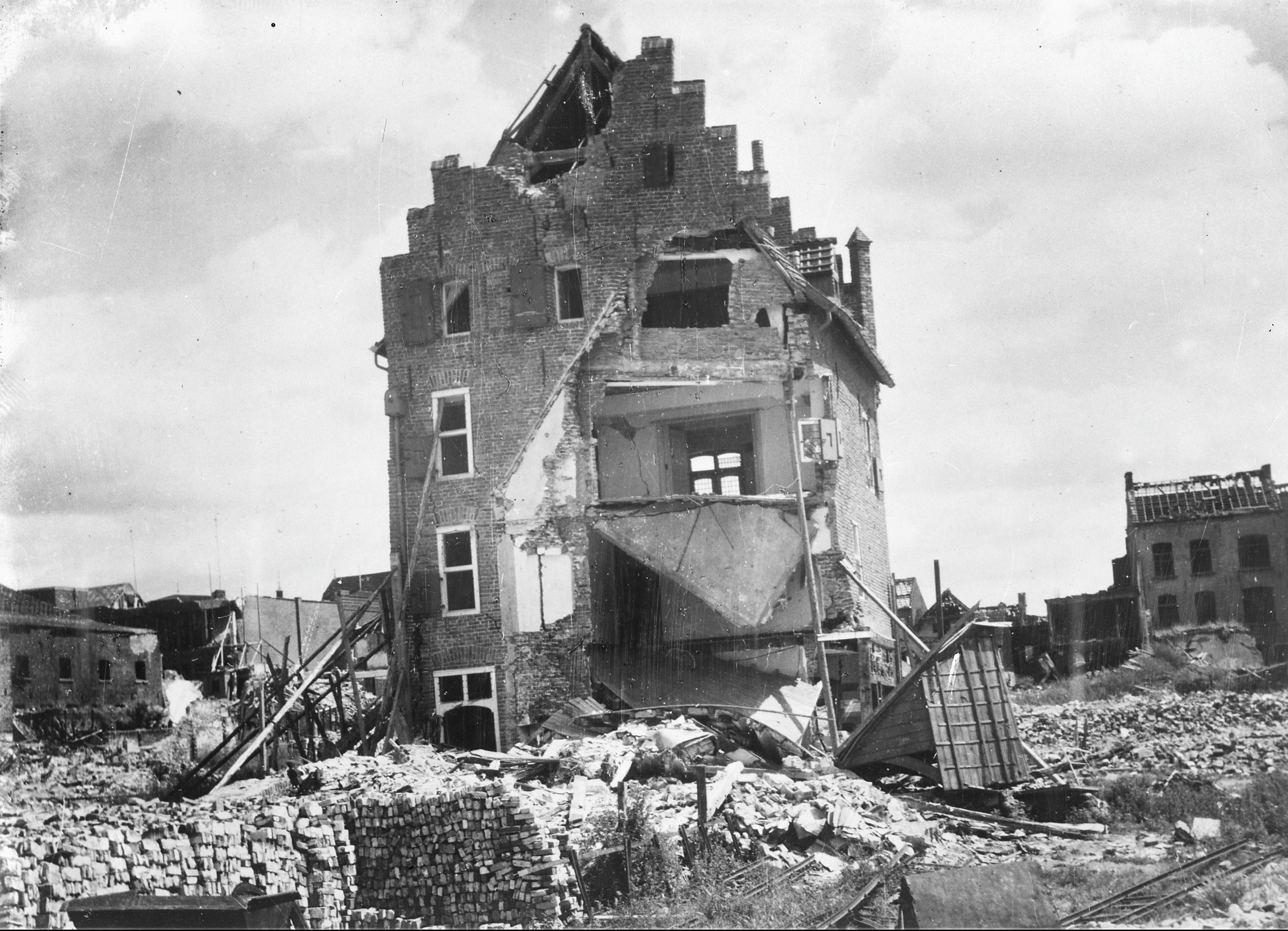
Het Romerhuis na de bombardementen in een verder platgebombardeerde Jodenstraat

36 bommenwerpers stegen op vanaf Melsbroek en Vitry-en-Artois. De meeste bommen die werden afgeworpen kwamen neer op de oostoever, in de binnenstad van Venlo. Ook werden de opritten naar de Maasbruggen geraakt, maar de materiële schade was miniem. Het bombardement eiste 55 burgerlevens.
Dezelfde middag werden de bruggen nogmaals gebombardeerd door nog eens 36 vliegtuigen. Vooral Blerick werd zwaar getroffen. Onder andere de Lambertuskerk werd zwaar getroffen waardoor de gewelven instortten. 19 burgers lieten bij de twee bombardementen het leven.

### 29 oktober 1944
Op deze zondag vertrokken 30 bommenwerpers vanaf vliegbasis Melsbroek richting Venlo; vanaf Vitry nog eens zes andere. Vooral de westelijke opritten van de bruggen werden geraakt, maar ook het Blerickse centrum werd flink getroffen. In totaal lieten 19 mensen het leven.

### 3 november 1944

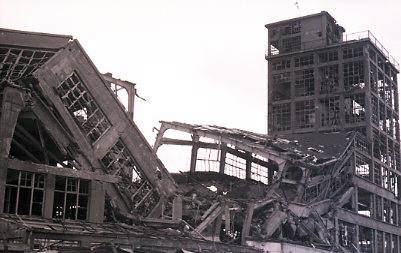
Nedinsco aan het einde van de oorlog 1945

Op 3 november zouden aanvankelijk 72 bommenwerpers vanaf Vitry in Noord-Frankrijk en vliegbasis Melsbroek opstijgen, maar door slechte weersomstandigheden werd het bombardement afgelast. 48 toestellen hadden dit bericht echter niet gekregen en stegen toch op. Uiteindelijk zouden slechts 13 vliegtuigen Venlo bereiken die 52 bommen losten. Wederom speelde het slechte weer de aanvallers parten, want de bruggen werden andermaal gemist. Vooral de zuidzijde van de Venlose binnenstad werd geraakt, waarbij in totaal 46 doden vielen.

### 4 november 1944
Op deze dag zetten vanuit Noord-Frankrijk en vliegbasis Melsbroek 48 bommenwerpers in de ochtend koers richting Venlo. Door een dik wolkendek waren de Maasbruggen wederom niet te onderscheiden, waardoor de afgeworpen bommen hun doel misten. De bommen kwamen vooral neer op de Maaskade, Bolwaterstraat, Dwarsstraat, Ginkelstraat, Bergstraat en Puteanusstraat.
's Middags werd een nieuwe poging ondernomen om de bruggen te bombarderen met 72 bommenwerpers. Hoewel enkele afgeworpen bommen de opritten naar de bruggen wel raakten, bleven de bruggen zelf nog steeds bruikbaar. Andere bommen kwamen neer op Station Venlo, slachthuis Venlo, het station van de Maas-Buurtspoorweg, postkantoor, het grootste gedeelte van de binnenstad en de elektriciteitscentrale op de Bolwaterstraat. In Blerick vielen die dag zes doden, aan Venlose zijde dertig.

### 5 november 1944
Het bombardement van 5 november miste wederom doel. In plaats daarvan kwamen de bommen neer in het Hoogkwartier waarbij twee burgers en dertien zusters van het klooster Zusters van de Liefde op de Grote Kerkstraat omkwamen. 25 andere zusters werden uiteindelijk gered.

### 18 november 1944
Dit was de op een na laatste poging om de Maasbruggen te vernietigen. 54 bommenwerpers kozen het bewolkte luchtruim, waar af en toe gaten in vielen. 164 bommen werden afgeworpen, maar de bemanningen konden hun doel niet zien door het wolkendek. De bommen vielen verspreid over de hele stad, inclusief Blerick. In ieder geval was de operatie gedeeltelijk geslaagd, want de spoorbrug was na het bombardement onbruikbaar geworden. Deze dag viel er één burgerslachtoffer.

### 19 november 1944
In totaal vertrokken 68 vliegtuigen deze dag richting Venlo. Hoewel het deze dag bewolkt was, kon men de Maasbrug door de gaten in het wolkendek redelijk goed onderscheiden. Toch raakten slechts enkele bommen hun doel; enkelen vielen verspreid over de hele binnenstad en het gros ver voor of ver voorbij het doel zelf. De brug raakte zwaar beschadigd, maar was nog steeds terug te brengen in bruikbare staat. Er vielen deze dag 19 burgerslachtoffers.

### Opblazen van de brug

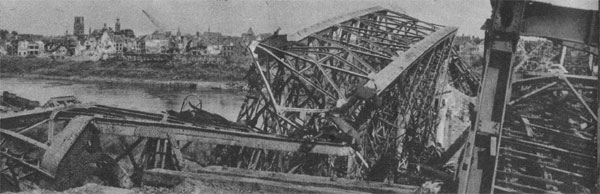
De Maasbruggen nadat ze zijn omgeblazen door de Duitsers

Hoewel al deze bombardementen veel schade en slachtoffers hebben veroorzaakt, bleven de Maasbruggen intact. Uiteindelijk bliezen de Duitsers op 25 november 1944 zelf de Maasbruggen op tijdens hun aftocht.

## Over het sentiment onder de bevolking

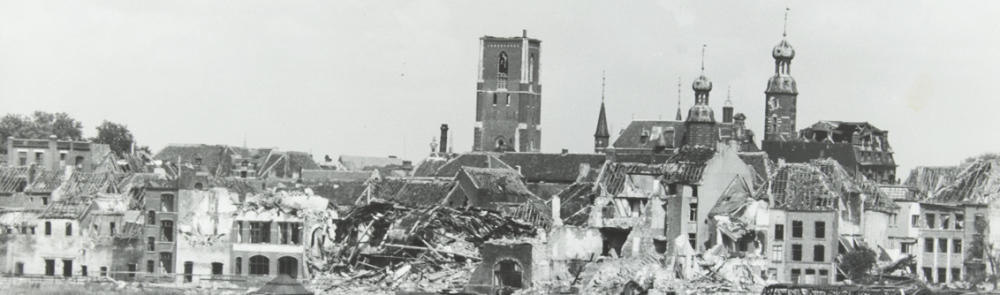
De binnenstad van Venlo aan het einde van de Tweede Wereldoorlog

De Venlose dialectzanger en dichter Funs van Grinsven vertolkte kort na de bevrijding het sentiment van de Venlose bevolking over de oorlog, bevrijding en wederopbouw in een lied. Het refrein van dat lied gaat als volgt:
| Venlo mien ald blumkes oet puin gaon weer bleuje 't trouwe hert geit greuje in ós alde stad Venlo mien ald dien kinder die hebbe getreurd toch zingk weer ós stad van plezeer 't leid is gauw verkleurd | Venlo mijn 'oude liefde' bloemen uit puin gaan weer bloeien 't trouwe hart gaat groeien in onze oude stad Venlo mijn oude liefde je kinderen hebben getreurd toch zingt weer onze stad van plezier 't leed is gauw verkleurd |